# Тундровая (река, остров Врангеля)
Ту́ндровая — река в России, протекающая по острову Врангеля, расположенного в Северном Ледовитом океане между Восточно-Сибирским и Чукотским морями.
Длина реки составляет 61 км. Она берёт начало в пределах Северных гор и течёт в северном направлении, проходя мимо одноимённой горы Тундровая, впадая в Чукотское море. В северной части русло реки проходит через тундровые ландшафты, характеризуясь относительно спокойным течением.
По берегам Тундровой расположено множество мелких озёр, в том числе озеро Гагачье. В реку впадают левые притоки — ручей Гнездовый и река Левая Тундровая, а также правые — ручей Прямой и река Правая Тундровая.
По состоянию на 2023 год, на реке расположены два кордона заповедника «Остров Врангеля». Кордон Нижнетундровая не используется для постоянного проживания и требует ремонта. Кордон Пик Тундровый, напротив, является жилым и функционирует круглогодично.

## Данные водного реестра
Согласно государственному водному реестру России, Тундровая относится к Анадыро-Колымскому бассейновому округу. Речной бассейн — бассейны рек, впадающих в Чукотское море. Водохозяйственный участок — остров Врангеля, входящий в состав островов Чукотского моря в пределах внутренних морских вод и территориального моря Российской Федерации.
Код водного объекта: 19030010012119000084624.